# Теодот Киринијски
Свештеномученик Теодот је био епископ киринијски на Кипру.
Због своје мудрости и добродетељи изабран је за епископа и управљао Црквом с љубављу и ревношћу. Али када наста гоњење на хришћане у време цара Ликинија, Теодот је изведен на суд и стављен на муке. Када га мучитељ Савин саветоваше да се одрекне Христа и поклони идолима незнабожачким, одврати му Теодот: „Кад би ти знао доброту Бога мојега, на кога се ја надам, да ће ме због ових кратковремених мука удостојити вечнога живота и ти би пожелео да за њега пострадаш овако као ја“. Ударали су му клинце у тело, а он се молио Богу с благодарношћу; па мислећи да му је крај близу, саветоваше и поучаваше хришћане који беху око њега. Ипак у то време објави цар Константин слободу хришћанима и нареди да се пусте сви који су под судом ради Христа. Тада и овај светитељ би ослобођен, поврати се онако измучен на свој положај у Киринију, и поживе још две године. Скончао је 302. године.
Српска православна црква слави га 2. марта по црквеном, а 15. марта по грегоријанском календару.